# 中島 (浜松市)
中島（なかじま）は静岡県浜松市中央区の町名。現行行政地名は中島一丁目～中島四丁目及び中島町。中島一丁目～中島四丁目は住居表示実施済。中島町は住居表示未実施。

## 地理
江東地区の西部に位置し、西側を馬込川が流れる。東で向宿（一丁目を除く）、西で寺島町・龍禅寺町・北寺島町・木戸町、南で三島町及び楊子町、北で相生町と接する。

### 面積・人口・世帯数
| 町名   | 面積（㎢） | 人口（人） | 世帯数（世帯） |
| ------ | ---------- | ---------- | -------------- |
| 中島   | 0.5913     | 4,634      | 1,976          |
| 中島町 | 0.0009     | 5          | 3              |

### 河川
- 馬込川
- 茄子川

### 学区
小学校・中学校の学区は以下の通りである。
- 浜松市立相生小学校
- 浜松市立東部中学校

## 歴史

### 町名の由来
昔、天竜川下流は幾筋にも分かれて流れており、いくつも中洲ができていた。そのうちの大きい島を上中島と呼んだことが由来。

### 沿革
- 1889年（明治22年）4月1日 - 町村制の施行により、敷知郡上中島村が周辺の村と合併し、敷知郡天神町村となる。旧村名は天神町村の大字として残る[WEB 10]。
- 1896年（明治29年）4月1日 - 郡制の施行により、天神町村の所属郡が浜名郡に変更となる。
- 1921年（大正10年）4月1日 - 天神町村が浜松市に編入される。
- 1925年（大正14年）5月1日 -  地籍整理により、大字上中島から中島町に町名変更を実施。また、一部を木戸町・相生町・向宿町・領家町それぞれに編入。[書籍 2]。
- 1991年（平成3年）3月1日 - 住居表示の実施に伴い、中島町の一部を分割して中島一丁目～四丁目を新設する[WEB 11]。
- 1992年（平成4年）1月1日 - 住居表示の実施に伴い、中島一丁目が中島町の一部を編入。また向宿町及び中島町の各一部により、向宿二丁目を新設。
- 2007年（平成19年）4月1日 - 浜松市が政令指定都市となる。中島及び中島町は中区の一部となる。
- 2024年（令和6年）1月1日 - 浜松市の行政区再編により、中島及び中島町は中央区の一部となる。

## 施設
- 社会福祉法人七恵会幼保連携型認定こども園中央ながかみこども園
- 浜釣 本社
- 遠州信用金庫中島支店
- セブン-イレブン浜松中島3丁目店
- ファミリーマート浜松大浜街道店
- 諏訪神社

## 交通

### バス
- 遠鉄バス
  - 1遠州浜線：（浜松駅 方面 - ）中島（ - 遠州浜四丁目・遠州浜温泉 方面）
  - 3三島江之島線、6大塚線：（浜松駅 方面 - ）永代橋 - 諏訪神社入口（ - 新貝住宅／南行政センター・遠州浜四丁目 方面）
  - 90・96掛塚線、91鶴見線：（浜松駅 方面 - ）相生南（ - 新貝住宅 方面）

### 道路
- 浜松市道飯田鴨江線（駅南大通り）
- 浜松市道掛塚砂山線（大浜通り）
- 浜松市道相生1号線（旧掛塚街道）

## その他

### 警察
警察の管轄区域は以下の通りである。
| 番・番地等 | 警察署       | 交番・駐在所 |
| ---------- | ------------ | ------------ |
| 全域       | 浜松東警察署 | 名塚町交番   |

### 消防
消防の管轄区域は以下の通りである。
| 番・番地等 | 消防署   | 本署/出張所 |
| ---------- | -------- | ----------- |
| 全域       | 中消防署 | 相生出張所  |

### 書籍
1. ↑  『輝くいなほ はたの音』浜松市東部公民館、1988年3月31日、46頁。
2. ↑  『浜松市史 三』浜松市役所、1980年3月26日、354,356頁。

### WEB
1. ↑  “静岡県 浜松市中央区 中島の郵便番号 - 日本郵便”.   日本郵便. 2025年2月15日閲覧。
2. ↑  “静岡県 浜松市中央区 中島町の郵便番号 - 日本郵便”.   日本郵便. 2025年2月15日閲覧。
3. ↑  “市外局番の一覧”.   総務省 (2022年3月1日). 2024年6月24日閲覧。
4. ↑  “事業所案内及び管轄地域（事務所3件、分室3件）”.   一般社団法人静岡県自動車会議所. 2024年6月24日閲覧。
5. ↑  “zissiitiran1.pdf”.   浜松市 (2024年1月4日). 2024年6月24日閲覧。
6. ↑  “住居表示実施状況”.   浜松市 (2024年1月4日). 2024年6月25日閲覧。
7. ↑  “chuouku_menseki.xlsx”.   浜松市 (2024年3月12日). 2024年6月25日閲覧。
8. 1 2  “h02_22.csv”.   総務省 (2022年2月10日). 2024年6月25日閲覧。
9. ↑  “学校名から探す／浜松市”.   浜松市 (2024年1月1日). 2024年6月24日閲覧。
10. ↑  “historyofcities.pdf”.   静岡県総務部合併推進室・財団法人静岡県市町村振興協会. 2024-100-01閲覧。
11. ↑  “zissizennzi.pdf”.   浜松市 (2024年1月4日). 2024年6月24日閲覧。
12. ↑  “名塚町交番｜静岡県警察”.   静岡県警察 (2024年1月1日). 2024年6月24日閲覧。
13. ↑  “消防署の町別管轄「な」／浜松市”.   浜松市 (2023年4月3日). 2024年6月24日閲覧。